# 크리스토프 슈베르트 (아이스하키 선수)
크리스토프 슈베르트(독일어: Christoph Schubert, 1982년 2월 5일 ~ )는 독일의 은퇴한 아이스하키 선수로 포지션은 수비수이다. 현역 시절에 내셔널 하키 리그(NHL)의 오타와 세너터스와 애틀랜타 스래셔스에서 활동하면서 정규 경기 300경기 이상 출전했다.